# Goo Ha-ra
Goo Ha-ra (hangul: 구하라; rr: Gu Ha-ra; Gwangju; 3 de janeiro de 1991 — Seul, 24 de novembro de 2019), mais frequentemente creditada na carreira musical apenas como Hara (hangul: 하라), foi uma cantora e atriz sul-coreana. Ela realizou sua estreia no cenário musical em março de 2009, ao integrar o grupo feminino Kara, onde permaneceu até a sua dissolução em 2016. Sua carreira de atriz se deu inicialmente por participações em séries de televisão, até fazer parte do elenco de City Hunter em 2011. Goo executou outras atividades na televisão, integrando realitys shows e em apresentações de eventos.
Em 2015, Goo realizou sua estreia como cantora solo através do lançamento de extended play (EP) Alohara (Can You Feel It?].

## Vida e carreira
Hara frequentava a Universidade de Mulheres Sungshin.

## Vida pessoal
Goo namorou o cabeleireiro Choi Jong-Bum, depois que os dois se conheceram durante as filmagens do programa de beleza da emissora JTBC, My Mad Beauty Diary. Por volta da 1h do dia 13 de setembro de 2018, Choi invadiu bêbado a casa de Goo enquanto ela dormia e começou uma discussão que se transformou em um ataque violento, quando ele supostamente tentou romper seu relacionamento com ela. A polícia chegou à casa de Goo depois que Choi a denunciou por agressão. Goo alegou que o incidente foi bilateral e ambas as partes postaram imagens de seus ferimentos na internet para explicar seu lado da história. Durante o incidente, Goo sofreu uma hemorragia no útero e na vagina e também foi diagnosticada com "distensão cervical", "contusões faciais e distensão", "contusões e distensão na parte de baixo da perna" e lesões no "antebraço direito e distensões adicionais". Depois disso, Goo abriu um processo contra Choi por ameaçar lançar um vídeo de sexo filmado sem o consentimento dela em uma tentativa de encerrar sua carreira. O vídeo foi enviado ao tribunal a pedido do juiz, onde foi confirmado privadamente sua veracidade. Durante o primeiro julgamento realizado em 18 de abril de 2019, Choi negou a maioria das acusações, mas admitiu que era responsável apenas pela destruição de propriedade. Em 26 de maio de 2019, Goo tentou suicídio em seu apartamento e foi imediatamente levada ao hospital, após o ocorrido, ela se desculpou por preocupar seus fãs.
Em agosto de 2019, Choi foi absolvido da acusação de filmagem de vídeo de sexo sem permissão, pois o tribunal entendeu que a filmagem foi feita sem o consentimento dela, porém, como Goo permaneceu no relacionamento, eles consideraram Choi inocente das filmagens ilícitas. No entanto, ele foi condenado a um ano e seis meses de prisão e suspenso por três anos em liberdade condicional, após ser condenado por ameaçar carregar o vídeo, coagir, agredir fisicamente e destruir a propriedade de Goo. Depois que a notícia do vídeo veio a público, Goo foi assediada online nas redes sociais, apesar de ter sido vítima de um crime. Após o encerramento de um recurso à pena, Choi foi condenado a um ano de prisão em julho de 2020, com o tribunal declarando que o mesmo "estava bem ciente de que o grau de dano seria muito grave se os vídeos de sexo vazassem, visto que a vítima era uma celebridade famosa". Em 23 de setembro, Choi realizou um pedido de fiança enquanto aguardava a decisão da Suprema Corte sobre o recurso da promotoria, o que foi negado.

## Morte e impacto
Em 24 de novembro de 2019, Goo foi encontrada morta em sua casa em Cheongdam-dong, Gangnam, com a causa de sua morte confirmada como suicídio. A polícia encontrou uma nota de suicídio escrita por Goo, e concluiu que não houve crime. Ela foi vista em uma filmagem de câmeras de segurança voltando para casa às 12h40, sem mais visitantes, exceto pela governanta que encontrou seu corpo às 18h no mesmo dia. A autópsia não foi realizada depois que a polícia consultou o promotor responsável e levou em consideração o pedido de sua família. A morte de Goo ocorreu um pouco mais de 30 dias após sua amiga íntima e colega ídolo, Sulli, ter cometido suicídio.
O funeral de Goo foi realizado em privado no Hospital Gangnam Severance por familiares e amigos, enquanto um serviço memorial separado para fãs ocorreu em 25-26 de novembro no Hospital St. Mary's da Universidade Católica da Coreia de Seul em Gangnam. Em 27 de novembro, o corpo de Goo foi cremado e seus restos mortais foram guardados no Skycastle Memorial Park em Bundang, Gyeonggi-do.
Após sua morte, uma petição foi submetida à Casa Azul com mais de 200.000 assinaturas, exigindo uma punição mais severa por filmagens de atos sexuais sem consentimento e sua distribuição. Além disso, foi revelado que antes de sua morte, ela ajudou a repórter Kang Kyung-yoon a investigar o caso de sala de bate papo de Jung Joon-young.

### Herança e ação judicial
O irmão mais velho de Goo Hara, Goo Ho-in, iniciou uma petição para revisar a lei de herança da Coreia do Sul, a fim de evitar que pais reivindicassem uma herança, caso tivessem negligenciado seus deveres parentais, isto ocorreu após serem contatados por sua mãe distante que pleiteava uma parte da herança de Goo Hara. A petição foi bem-sucedida, após coletar 100.000 assinaturas em 30 dias. Então Goo Ho-in pressionou a legislatura a introduzir a lei em nome de sua irmã, como a Lei Goo Hara. No entanto, o projeto de lei não foi aprovado na 20ª Assembleia Nacional, alegando-se que seria necessário uma revisão adicional. Na sessão plenária realizada em 1º de dezembro de 2020, a lei revisada foi aprovada pela 21ª Assembleia Nacional.
Goo Ho-in também entrou com um processo para evitar que sua mãe obtivesse 50% dos bens de Goo Hara como herança, já que ela supostamente não cumpriu com seus deveres parentais para com os irmãos. A lei revisada não seria aplicável contra o pedido de sua mãe, devido a outra lei que impede a aplicação de novas leis em casos antigos. Seu pai passou sua reivindicação de herança para Goo Ho-in.

## Discografia

### Extended plays(EPs)
| Alohara (Can you feel it?)                                                             | - Lançamento: 14 de julho de 2015 - Gravadora: DSP, LOEN - Formato: CD, download digital | 4 | 64 | 34 | 94 | - COR: 6.280+ - JAP: 5.441+ |
| "—" denota lançamentos que não apareceram nas paradas ou não foram lançadas na região. |                                                                                          |   |    |    |    |                             |

### Singlescoreanos
| "Secret Love" (Bimil Salang)                                                           | 2012 | 82 | 74 | - COR: 54.419 | Kara Solo Collection       |
| "Choco Chip Cookies" (com participação de Giriboy)                                     | 2015 | 15 | 85 | - COR: 25.600 | Alohara (Can you feel it?) |
| "How About Me?" (com participação de YoungJi)                                          | 2015 | 45 | 75 | - COR: 15.600 | Alohara (Can you feel it?) |
| "—" denota lançamentos que não apareceram nas paradas ou não foram lançadas na região. |      |    |    |               |                            |

### Singlesjaponeses
| Título                         | Ano  | Álbum                |
| ------------------------------ | ---- | -------------------- |
| "Secret Love" (Shikurettorabu) | 2012 | Kara Collection      |
| "Magic of Love"                | 2013 | Galileo+             |
| "Midnight Queen"               | 2019 | Lançamento sem álbum |

### Como artista convidada
| Título                                                        | Ano  | Álbum                |
| ------------------------------------------------------------- | ---- | -------------------- |
| "Talk About Love" (W Foundation Campaign com vários artistas) | 2014 | Lançamento sem álbum |
| Giriboy - "호구 (Hogu)" (narração em japonês)                 | 2015 | Lançamento sem álbum |

### Outras participações
| Ano  | Canção                                                     | Álbum                   |
| ---- | ---------------------------------------------------------- | ----------------------- |
| 2011 | "I Love You, I Want You, I Need You (Sweet Acoustic Ver.)" | City Hunter OST Special |

## Filmografia

### Cinema
| Ano  | Título              | Papel     | Notas                    | Ref.   |
| ---- | ------------------- | --------- | ------------------------ | ------ |
| 2013 | Kara The Animation  | Ela mesma | Animação; voz em japonês | [ 60 ] |
| 2017 | Sound of a Footstep | Yoon-jae  | Web filme                | [ 61 ] |

### Séries de televisão
| Ano  | Título                 | Emissora  | Papel                                      | Ref.   |
| ---- | ---------------------- | --------- | ------------------------------------------ | ------ |
| 2008 | That Person is Coming  | MBC       | Gangue de meninas da escola (participação) | [ 62 ] |
| 2009 | Hero                   | MBC       | Participação especial (como parte do Kara) | [ 63 ] |
| 2011 | Urakara                | TV Tokyo  | Hara                                       | [ 64 ] |
| 2011 | City Hunter            | SBS       | Choi Da-hye                                | [ 65 ] |
| 2013 | Galileo 2              | Fuji TV   | Participação                               | [ 66 ] |
| 2014 | Secret Love            | DRAMAcube | Lee Hyun-jung                              | [ 67 ] |
| 2014 | It's Okay, That's Love | SBS       | Participação (Ep.16)                       | [ 68 ] |

### Programas de Televisão
| Ano       | Emissora | Título                    | Papel/Notas                                                     |
| --------- | -------- | ------------------------- | --------------------------------------------------------------- |
| 2009/2010 | KBS      | Invincible Youth          | Ela Mesma (Elenco Regular)                                      |
| 2009/2010 | MBC      | Sunday Sunday Night       | Ela Mesma                                                       |
| 2010      | SBS      | Running Man               | Convidada - Ep: (2,3, 49 & 122)                                 |
| 2011      | KBS      | Dream Concert             | MC junto com Hee Chul & Song Joong Ki                           |
| 2011      | MBC      | Show! Music Core          | MC junto com Seung Yeon & Kim Hyun Joong                        |
| 2012      | KBS      | Invincible Youth 2        | Convidada Ep 29                                                 |
| 2012      | SBS      | Inkigayo                  | MC junto com IU & Nicole                                        |
| 2012      | MBC      | Korean Music Wave in Kobe | MC junto com Seung Yeon & Hong Ki                               |
| 2013      | KBS      | Dream Concert             | MC junto com Onew & Doo Joon                                    |
| 2013      | MBC      | I'm Your Subsitute Angel  | MC (11 de março de 2013)                                        |
| 2013      | KBS      | KBS Entertaiment Awards   | MC                                                              |
| 2014      | KBS      | Hallyu Dream Festival     | MC junto com Kang Joon & Da Som                                 |
| 2014      | KBS      | The Return of Superman    | MC ( 7 de setembro de 2014)                                     |
| 2014      | SBS      | Roommate, temporada 2     | Convidada Ep 09                                                 |
| 2014      | MBC      | ON & OFF: The Gossip      | Ela Mesma                                                       |
| 2015      | KBS      | A Style for You           | MC junto com Heechul (Super Junior) Bora (Sistar) & Hani (EXID) |

### Participações em videos Musicais
| Ano  | Título da Canção | Artista |
| ---- | ---------------- | ------- |
| 2012 | Never Let Go     | A-JAX   |
| 2015 | A+ (Beautiful)   | KIXS    |

## Prêmios e indicações
| Ano  | Prêmio                   | Categoria                               | Trabalho indicado      | Resultado | Ref.   |
| ---- | ------------------------ | --------------------------------------- | ---------------------- | --------- | ------ |
| 2010 | KBS Entertainment Awards | Prêmio de Melhor Apresentadora Feminina | Invincible Youth       | Venceu    | [ 69 ] |
| 2011 | Mnet 20's Choice Award   | Garota Quente do Campus                 | —                      | Venceu    | [ 70 ] |
| 2011 | SBS Drama Awards         | Prêmio de Nova Estrela                  | City Hunter            | Venceu    | [ 71 ] |
| 2013 | '50th' Savings Day       | Prêmio de Poupança                      | —                      | Venceu    | [ 72 ] |
| 2015 | SBS Entertainment Awards | Prêmio de Melhor Desafio                | Shaolin Clenched Fists | Venceu    | [ 73 ] |